# John Tenniel

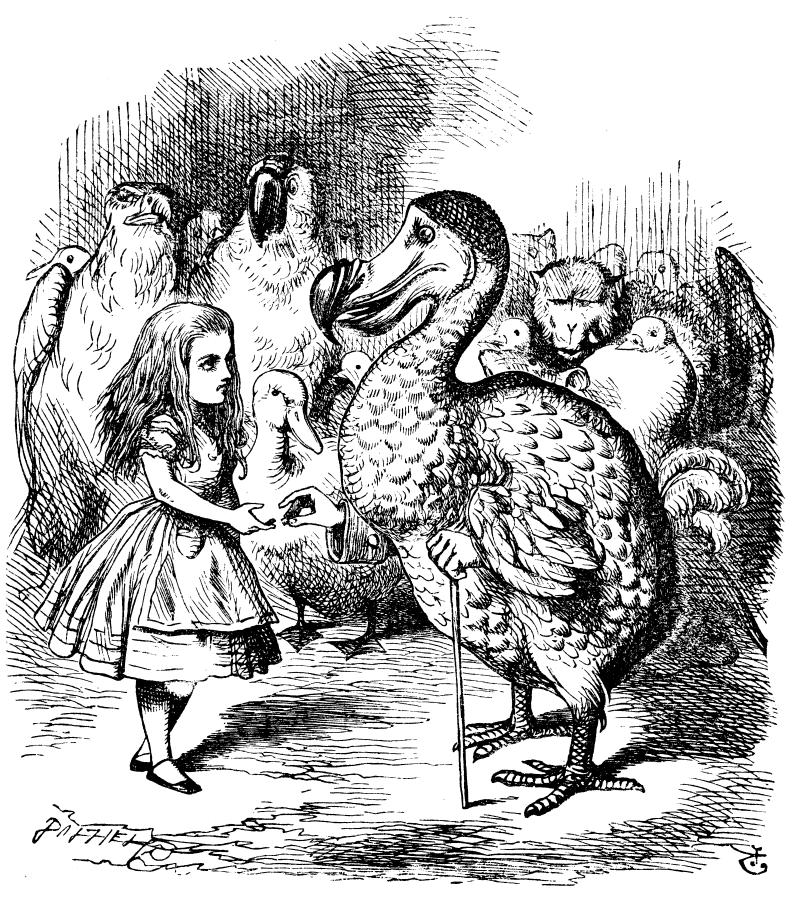
Alice avec le Dodo.

Sir John Tenniel (Bayswater, Londres, 28 février 1820 - 25 février 1914) est un illustrateur britannique, notamment connu pour ses illustrations des Aventures d'Alice au pays des merveilles de Lewis Carroll (1866). Il est l'un des premiers à représenter le père Noël en 1850.
Il travaille de nombreuses années pour le magazine Punch à la fin du XIXe siècle, en fournissant de nombreuses caricatures.
Il se forme d'abord seul, avant d'entrer à la Royal Academy. En 1836, il soumet son premier dessin à l'exposition de la Society of British Artists. En 1845, il soumet un dessin intitulé An Allegory of Justice à un concours pour les décorations murales du nouveau Palais de Westminster. Il reçoit pour cela une bourse de 200 livres et une commande pour une fresque dans la Chambre des lords.